# Sinteză Strecker
Sinteza Strecker sau Sinteza Strecker a aminoacizilor este o metodă de sinteză chimică a aminoacizilor ca urmare a reacției dintre o aldehidă și amoniac în prezență de cianură de potasiu. Are loc o reacție de condensare formând un α-aminonitril, care este hidrolizat la aminoacidul corespunzător. Metoda este utilizată pentru obținerea industrială a metioneinei racemice din metional. Ecuația generală este: